# Erika Hníková
Erika Hníková (* 24. prosince 1976 Praha) je česká dokumentaristka. Do povědomí vstoupila zejména svým filmovým debutem Ženy pro měny (2004).

## Život a tvorba
Absolvovala Katedru dokumentární tvorby pražské FAMU, přestože se k filmu dostala spíše náhodou. Již její studentské filmy dosáhly některých ocenění. Její absolventský a první celovečerní film Ženy pro měny (2004) pojednává o úskalích kosmetického průmyslu a jeho marketingových praktikách, o provázanosti s módními časopisy a o ochotě některých žen zajít pro vidinu zkrášlení svého zevnějšku daleko; dokument v roce 2004 získal Cenu diváků na Mezinárodním festivalu dokumentárních filmů v Jihlavě. Její druhý dlouhometrážní dokument se jmenuje Sejdeme se v Eurocampu (2006).
Od července 2006 do září 2007 pracovala coby šéfredaktorka časopisu Nový Prostor. V roce 2011 natočila v Afghánistánu krátkometrážní film Tři dary pro Člověka v tísni.

## Filmografie
- 2000 – Čtyři kroky dvojpůlka, krátkometrážní
- 2004 – Ženy pro měny
- 2004 – Den E, televizní film
- 2005 – Sejdeme se v Eurocampu
- 2009 – Landův lektvar lásky
- 2010 – Nesvatbov
- 2011 – Tři dary, krátkometrážní
- 2015 – Pět zrození (z cyklu Český žurnál)
- 2021 – Každá minuta života
- 2022 – Sólomámy
- 2024 – Kauza Kramný